# EQT Private Capital Asia
EQT Private Capital Asia (раніше відома як Baring Private Equity Asia, BPEA та BPEA EQT) — азійська інвестиційна компанія з головним офісом у Гонконгу. Заснована у 1997 році як філія Barings Bank, компанія стала незалежною у 2000 році. У 2022 році її придбала EQT AB для створення азійської інвестиційної платформи. EQT Private Capital Asia є однією з найбільших компаній прямих інвестицій в Азії.

## Історія
Baring Private Equity Asia (BPEA) була заснована у 1997 році як дочірня компанія Baring Private Equity Partners, яка була афілійованою з Barings Bank. Окрім BPEA, афілійовані компанії Baring Private Equity Partners включають Baring Vostok Capital Partners, Baring Private Equity Partners India та GP Investments.
Жан Салата та двоє інших старших колег з інвестиційного підрозділу AIG повинні були керувати цією компанією, причому ING Group надавала $300 мільйонів як початковий капітал. Однак, двоє колег відмовилися, а ING скоротила свою участь до $25 мільйонів через банкрутство Barings Bank і азійську фінансову кризу. Незважаючи на складні обставини, Салата зміг зібрати команду та інвестувати в NetEase і Mphasis. Ці успішні інвестиції дозволили BPEA зібрати $300 мільйонів для свого дебютного фонду у 1999 році.
У 2000 році Салата очолив викуп компанії менеджментом BPEA, що призвело до її становлення як незалежної компанії. Фірма зберегла бренд Barings і відносини з ING в обмін на частку від прибутку на обмежений період.
У 2016 році Affiliated Managers Group придбала 15% міноритарну частку в BPEA.

У 2017 році BPEA запустила свій кредитний підрозділ в Індії після придбання кредитного підрозділу Religare Global Asset Management.
У березні 2022 року EQT AB придбала BPEA за $7,5 мільярдів. У жовтні угода була завершена, і компанія була перейменована на BPEA EQT.

У січні 2024 року компанія була перейменована на EQT Private Capital Asia.

## Огляд діяльності
EQT Private Capital Asia головним чином зосереджується на Азійсько-Тихоокеанському регіоні. Компанія має три інвестиційні стратегії:
- Приватний капітал
- Нерухомість (діє під брендом EQT Exeter)
- Кредит (працює як BPEA Credit, що зосереджений на Індії)

EQT Private Capital Asia має офіси в Пекіні, Гонконзі, Мумбаї, Сеулі, Шанхаї, Сінгапурі, Сіднеї та Токіо.

## Фонди

### Приватний капітал
| Фонд                                 | Рік створення | Залучений капітал (млн дол. США) |
| ------------------------------------ | ------------- | -------------------------------- |
| Baring Asia Private Equity Fund      | 1999          | USD 305                          |
| Baring Asia Private Equity Fund II   | 2002          | USD 257                          |
| Baring Asia Private Equity Fund III  | 2005          | USD 490                          |
| Baring Asia Private Equity Fund IV   | 2008          | USD 1,515                        |
| Baring Asia Private Equity Fund V    | 2011          | USD 2,460                        |
| Baring Asia Private Equity Fund VI   | 2015          | USD 3,980                        |
| Baring Asia Private Equity Fund VII  | 2020          | USD 6,500                        |
| Baring Asia Private Equity Fund VIII | 2022          | USD 11,200                       |

### Нерухомість
| Фонд                            | Рік створення | Залучений капітал (млн дол. США) |
| ------------------------------- | ------------- | -------------------------------- |
| Baring Asia Real Estate Fund    | 2015          | USD 365                          |
| Baring Asia Real Estate Fund II | 2018          | USD 1,000                        |

### Кредитування
| Фонд                         | Рік створення | Залучений капітал (млн дол. США) |
| ---------------------------- | ------------- | -------------------------------- |
| BPEA Credit – India Fund I   | 2017          | USD 90                           |
| BPEA Credit – India Fund II  | 2019          | USD 140                          |
| BPEA Credit – India Fund III | 2022          | USD 475                          |

## Угоди
- У 2011 році EQT Private Capital Asia продала свою частку в Hsu Fu Chi компанії Nestlé за 1,7 млрд доларів США.[19]
- У 2012 році EQT Private Capital Asia успішно вийшла з інвестиції в Courts Asia, провівши її лістинг на Сінгапурській фондовій біржі.[20][21]
- У 2015 році EQT Private Capital Asia придбала контрольний пакет акцій Vistra у IK Investment Partners.[22]
- У 2016 році EQT Private Capital Asia та Onex Corporation придбали бізнес інтелектуальної власності та науки Thomson Reuters за $3,55 мільярда.[23]
- У 2017 році Post Holdings придбала Weetabix Limited, британського виробника сніданків під брендами Weetabix, Alpen та Ready Brek, від Bright Food та EQT Private Capital Asia за $1,4 мільярда.[24]
- У 2018 році EQT Private Capital Asia продала свою частку в PSB Academy компанії Intermediate Capital Group.[25]
- У 2020 році EQT Private Capital Asia та CITIC Capital продали свої частки в Wall Street English його первісному засновнику Луїджі Тизіано Печченіно.[26]
- У 2021 році EQT Private Capital Asia придбала Virtusa за $2 мільярда.[27]
- У квітні 2023 року Endeavor погодилася продати спортивний навчальний заклад IMG Academy з Флориди компанії EQT Private Capital Asia за $1,25 мільярда.[28]
- У липні 2023 року EQT Private Capital Asia об'єднала Vistra і Tricor у угоді на $6,5 мільярда.[29]